# Nethuns
Nethuns war ein etruskischer Gott.
Ursprünglich war er ein italischer Quell- und Wassergott (umbrisch bedeutet nept Nässe). Nach und nach wurde Nethuns Gott identisch mit dem griechischen Gott Poseidon.